# Nick Cordero
Nick Cordero, all'anagrafe Nicholas Eduardo Alberto Cordero (Hamilton, 17 settembre 1978 – Los Angeles, 5 luglio 2020) è stato un attore canadese, attivo in campo televisivo, teatrale e cinematografico e noto soprattutto come interprete di musical a Broadway.

## Biografia

### Carriera
Nick Cordero nacque ad Hamilton, Ontario, e studiò alla Westdale Secondary School e per due anni all'Università Ryerson di Toronto, che abbandonò prima di ottenere la laurea per unirsi alla band "Lovemethod". Dopo aver studiato recitazione, fece il suo debutto sulle scene newyorkesi nel 2009, nel musical The Toxic Avenger in scena nell'Off Broadway. Il debutto a Broadway avvenne invece tre anni più tardi con il musical Rock of Ages, in cui interpretava il ruolo centrale di Dennis, una parte che aveva precedentemente ricoperto anche nella prima tournée statunitense dello show (2010-2011).
Attivo anche in campo regionale, Cordero interpretò Orin Scrivello ne La piccola bottega degli orrori a Kansas City (2012) e il re dei pirati nell'operetta di Gilbert e Sullivan I pirate di Penzance a Bristol (2013). Nel 2014 tornò a Broadway con il musical Bullets Over Broadway, tratto dal film Pallottole su Broadway e riadattato per le scene dallo stesso Woody Allen. Nel musical Cordero interpretava il mafioso e brillante scrittore Cheech ("Ciccio" in italiano) e per la sua acclamata performance fu candidato al Drama Desk Award e al Tony Award al miglior attore non protagonista in un musical, oltre a vincere il Theatre World Award e l'Outer Critics Circle Award.
Nel 2016 fu il primo interprete del ruolo di Earl in occasione del debutto a Broadway del musical di Sara Bareilles Waitress e sei mesi dopo lasciò la compagnia per unirsi al cast di A Bronx Tale, musical esordito a Broadway nel novembre dello stesso anno. In A Bronx Tale, Cordero interpretava la parte di Sonny in un'interpretazione che gli valse nuovamente una candidatura al Drama Desk Award al migliore attore non protagonista in un musical. Successivamente, tornò ad interpretare Orin Scrivello ne La piccola bottega degli orrori, questa volta al Kennedy Center di Washington nell'ottobre 2018. Dopo la sua ultima apparizione a Broadway nel 2017, l'attività teatrale di Cordero si diradò e l'attore recitò frequentemente in televisione nelle serie TV Blue Bloods e Law & Order - Unità vittime speciali.

### Morte
Nel marzo 2020 Nick Cordero contrasse il COVID-19, originariamente diagnosticato erroneamente come polmonite. Ai primi di aprile Cordero fu portato con urgenza al Cedars-Sinai Medical Center di Los Angeles per i sintomi del virus e fu messo in coma farmacologico, una condizione in cui rimase per oltre un mese prima di riprendere conoscenza il 13 maggio. La lunga degenza e le numerose complicazioni causate dal virus attirarono l'attenzione della stampa internazionale, che ha documentato il difficile decorso della malattia.
Il 18 aprile gli fu amputata una gamba in seguito ai coaguli formatosi dopo l'interruzione della somministrazione di anticoagulanti, che avevano causato un'emorragia interna all'intestino. Dopo aver riacquisito conoscenza verso la metà di maggio, Cordero era ancora troppo debole per parlare e il quadro clinico prevedeva la necessità di un duplice trapianto di polmoni. L'attore è morto il 5 luglio 2020 dopo novantacinque giorni di ricovero, all'età di quarantuno anni.

### Vita privata
Nick Cordero era sposato con la ballerina e istruttrice di yoga Amanda Kloots dal 2017. La coppia ebbe un figlio nato nel giugno 2019.

## Filmografia parziale

### Cinema
- Insospettabili sospetti (Going in Style), regia di Zach Braff (2017)

### Televisione
- Queer as Folk - serie TV, 1 episodio (2005)
- Lilyhammer - serie TV, 1 episodio (2014)
- Law & Order - Unità vittime speciali - serie TV, 2 episodi (2015-2019)
- Blue Bloods - serie TV, 3 episodi (2017-2018)

## Teatro
- The Toxic Avenger, libretto di Joe DiPietro, colonna sonora di David Bryan, regia di John Rando. George Street Playhouse di New Brunswick (2008), New World Stages di New York (2009)
- Rock of Ages, libretto di Chris D'Arienzo, colonna sonora di autori vari, regia di Kristin Hanggi. Tour statunitense (2010-2011), Helen Hayes Theater di Broadway (2012)
- La piccola bottega degli orrori, libretto di Howard Ashman, colonna sonora di Alan Menken, regia di Kyle Hatley. Kansas City Repertory Theatre di Kansas City (2012)
- The Pirates of Penzance, libretto di William Schwenck Gilbert, colonna sonora di Arthur Sullivan, regia di Keith Baker. Bristol Riverside Theatre di Bristol (2013)
- Bullets over Broadway, libretto di Woody Allen, colonna sonora di autori vari, regia di Susan Stroman. Saint James Theatre di Broadway (2014)
- Brooklynite, libretto e regia di Michael Mayer, colonna sonora di Peter Lerman. Vineyard Theatre di New York (2015)
- A Bronx Tale: The Musical, libretto di Chazz Palminteri, testi di Glenn Slater, colonna sonora di Alan Menken, regia di Jerry Zaks. Paper Mill Playhouse di Millburn (2016)
- Waitress, libretto di Jessie Nielson, colonna sonora di Sara Bareilles, regia di Diane Paulus. Brooks Atkinson Theatre di Broadway (2016)
- A Bronx Tale: The Musical, libretto di Chazz Palminteri, testi di Glenn Slater, colonna sonora di Alan Menken, regia di Jerry Zaks. Longacre Theatre di Broadway (2016)
- La piccola bottega degli orrori, libretto di Howard Ashman, colonna sonora di Alan Menken, regia di Mark Brokaw. Kennedy Center di Washington (2018)

## Riconoscimenti
- Tony Award
  - 2014 – Candidatura Miglior attore non protagonista in un musical per Bullets over Broadway
- Drama Desk Award
  - 2014 – Candidatura Miglior attore non protagonista in un musical per Bullets over Broadway
  - 2017 – Candidatura Miglior attore non protagonista in un musical per A Bronx Tale
- Outer Critics Circle Award
  - 2014 – Miglior attore non protagonista in un musical per Bullets over Broadway
  - 2017 – Candidatura Miglior attore non protagonista in un musical per A Bronx Tale
- Theatre World Award
  - 2014 – Miglior attore per Bullets over Broadway